# 优美角毛藻
优美角毛藻(学名：Chaetoceros elegans)是角毛藻属的一种硅藻。呈矩形的细胞内含有4-10个色素体，壳面呈椭圆形，辐射状肋纹延伸至壳套，肋纹之间散布孔纹，环带分布有平行排列的肋纹, 其间散布一些小孔，窗孔呈四边形。角毛沿贯壳轴方向延伸, 后逐渐与之垂直，角毛上有4–6排纵向交替排列的水滴形或椭圆形孔纹和小刺。链端壳面有一个中央唇形突,。休眠孢子位于母细胞中央。初生壳面上有两个锥状突起, 顶生多个多级分叉，末端呈倒钩状